# Jaled Medah
Jaled Medah –en árabe, خالد مداح– (nacido el 4 de marzo de 1978) es un deportista argelino que compitió en judo. Ganó una medalla en los Juegos Panafricanos de 1999, y cuatro medallas en el Campeonato Africano de Judo entre los años 2000 y 2005.

## Palmarés internacional
| Juegos Panafricanos | Juegos Panafricanos          | Juegos Panafricanos | Juegos Panafricanos |
| Año                 | Lugar                        | Medalla             | Categoría           |
| ------------------- | ---------------------------- | ------------------- | ------------------- |
| 1999                | Johannesburgo (Sudáfrica)    | Medalla de bronce   | –90 kg              |
| Campeonato Africano |                              |                     |                     |
| Año                 | Lugar                        | Medalla             | Categoría           |
| 2000                | Argel (Argelia)              | Medalla de plata    | –90 kg              |
| 2002                | El Cairo (Egipto)            | Medalla de oro      | –90 kg              |
| 2004                | Túnez (Túnez)                | Medalla de plata    | –90 kg              |
| 2005                | Puerto Elizabeth (Sudáfrica) | Medalla de oro      | –90 kg              |